# Гавронский, Дмитрий Осипович
Дмитрий Осипович Гавронский (первоначально Ме́ер О́шерович Гавро́нский; 1883, Смоленск — 24 июня 1949, Цюрих) — философ

-неокантианец, член партии эсеров, депутат Всероссийского учредительного собрания.

## Биография
Происходил из известного купеческого рода Высоцких-Гавронских. Внук чаеторговца Вульфа Янкелевича Высоцкого. Брат Амалии Осиповны Фондаминской (жены И. И. Фондаминского) и кинорежиссёра Александра Гавронского.
Сдал экстерном экзамены во 2‑й московской гимназии. Учился в 1899—1904 в университетах Германии. Во время первой революции вернулся в Россию, по сведениям полиции в 1907 году состоял членом Центрального областного комитета партии социалистов-революционеров, по постановлению министра внутренних дел подлежал высылке на два года в Тобольскую губернию под гласный надзор полиции, однако высылка была заменена выездом за границу на тот же срок. В 1910 году окончил университет в Марбурге. Защитил диссертацию у Германа Когена, доктор философии. Философ-неокантианец марбургской школы, друг и коллега Э. Кассирера. По словам В. М. Чернова, он был «не от мира сего», равнодушный к земным страстям, «чувствовал себя, как рыба в воде, в сфере абстракций». Литератор. Эсер с 1904. Партийный публицист, писал под псевдонимом Светлов. В 1907 арестован и административно выслан за границу. В 1910 вернулся в Россию, но вынужден был снова эмигрировать. Член Заграничной делегации партии социалистов-революционеров. Вернулся в 1917 в Россию через Германию во втором рейсе «запломбированных вагонов». Депутат Московского Совета, член Московского комитета партии эсеров. 25 июня 1917 года по списку партии социалистов-революционеров был избран гласным Московской городской думы.
Обязательный кандидат партии эсеров в Учредительное Собрание. Однако «Организационный совет» (фракционная организация крайних правых эсеров, возникшая при активном участии Б. Савинкова) выступил с обращением к партийным организациям не включать в свои списки утверждённых ЦК кандидатов — Натансона, Герштейна и Гавронского, как подозрительных «по сношению с неприятелем». Избран во Всероссийское учредительное собрание в Симбирском избирательном округе по списку № 2 (эсеры и крестьянский съезд). Участник заседания Учредительного собрания 5 января. Член бюро фракции правых эсеров в Учредительном собрании. В мае 1918 делегат VIII Совета партии социалистов-революционеров.
В 1918 году вместе с Н. С. Русановым, И. А. Рубановичем, В. М. Черновым и В. В. Сухомлиным входил в Заграничную делегацию партии эсеров на мирной конференции социалистов разных стран в Стокгольме. Эмигрировал, официальный представитель партии социалистов-революционеров за границей. В 1920-е приват-доцент Берлинского университета по кафедре философии. Участник совещания членов Учредительного собрания в 1921 году в Париже. Участвовал в Париже в 1921 в публичном собеседовании по докладу Л. И. Шестова на тему «De profundis», в 1924 там же выступил с лекцией о теории относительности А. Эйнштейна. 
В начале Второй мировой войны эмигрировал в США, жил в Нью-Йорке. Вернувшись в Европу, участвовал в работе комиссии по подготовке материалов к Нюрнбергскому процессу. Профессор философии Бернского университета.

## Отзывы современников
…идеал точности и такой научности, которой прежде всего нет и у самого Когена. Борис Пастернак, соученик по Марбургскому университету, в письме Л. О. Пастернаку от 29 декабря 1912.

Гавронский обладал совершенно исключительными способностями — редкой памятью, владел словом, был начитан и осведомлен в самых разнообразных науках и областях: политике, литературе, математике, истории, философии, революционном движении. Я наверняка не исчерпал всех областей его знаний — назвал только те, о которых мне было доподлинно известно. Он мог читать доклады и говорить, говорить, говорить часами, без запинок, на память и не готовясь, и его всегда было не только поучительно, но и интересно слушать. Марк Вишняк.

…у него была феноменальная память. Мы — да, кажется, и он сам — любили проделывать с ним такой опыт: брали какую-нибудь мудреную книгу и читали из неё вслух страницу. — А ну, Митька, повтори! — И Митя её тут же безошибочно повторял — это было чем-то похожим почти на фокус. Помню, как он таким образом повторил прочитанную ему страницу из «Психологии» Спенсера. Понял ли он её, я не знаю. Владимир Зензинов.

## Семья
- Жена — Мария Сергеевна (Шмерковна) Шмерлинг[5].
- Братья:
  - Борис Осипович (Бер Ошерович) Гавронский (1866—1932, Ницца), промышленник, один из управляющих фирмы «Высоцкий и К°», издатель, коллекционер, врач, выпускник медицинского факультета Московского университета; был женат на Любови Сергеевне (Ревекке Шмерковне) Шмерлинг (Гавронской; 1875, Смоленск — 1943, Собибор)[14][15][16].
  - Яков Осипович Гавронский (1878—1948), врач и учёный-медик, химик-органик, эсер, публицист, пресс-атташе российского посольства (Временного правительства) в Великобритании (1917), жил в Лондоне; первым браком (1908—1913) был женат на враче Розе Исидоровне Шабад (племяннице Цемаха Шабада), вторым браком — на Марии Евсеевне Гавронской (урождённой Калмановской, 1890—1955)[17][18][19].
  - Александр Осипович (Исаак Ошерович) Гавронский (23 июня 1888, Москва — 17 августа 1958, Кишинёв) — советский кинорежиссёр, был трижды арестован, узник ГУЛАГа; женат на Ольге Петровне Улицкой.
  - Илья Осипович Гавронский, врач-стоматолог, был женат на Елизавете Соломоновне Минор (дочери раввина Москвы Зелика Минора, сестре невропатолога Лазаря Минора и юриста Осипа Минора).
  - Лазарь Осипович (Лейзер-Хаим Ошерович) Гавронский (1870—?), издатель журнала «Зубоврачебный вестник», врач-стоматолог в Париже, с 1894 года был женат на Белле Соломоновне Минор, дочери раввина Зелика Минора.
- Сестра — Амалия Осиповна Фондаминская (1882—1935, Париж), с 26 февраля 1903 года замужем за Ильёй Исидоровичем Фондаминским; в их квартире в Париже останавливался Владимир Набоков (1932), А. О. Фондаминской посвящены три стихотворения Зинаиды Гиппиус («Амалии», «Наставление» и «Стены»), стихотворение Д. С. Мережковского («Амалии», 1911), она послужила прототипом Александры Яковлевны Чернышевской в романе В. Набокова «Дар»[20][21].
- Двоюродные братья — поэт Михаил Цетлин, эсеры Михаил Гоц и Абрам Гоц.

## Произведения
- Dimitry Gawronsky. Die Bilanz Des Russischen Bolschewismus, Auf Grund Authentischer Quellen Dargestellt. / Berlin: P. Cassirer 1919; Reprint / Nabu Press. 2013 96 p. (German Edition).
- Dimitry Gawronsky. Le bilan du bolchevisme russe: d’aprés des documents authentiques / University of Michigan Library (January 1, 1920) 112 p. (French Edition).
- Gawronsky, D. Die Relativitätstheorie Einsteins im Lichte der Philosophie / Ein neuer Beweis der Lorentz-Transformationen. / Bern: Paul Hauptm Akadem. Buchhandlung, 1924. 128 p.
- Gawronsky, D. Das Trägheitsgesetz und der Aufbau der Relativitaetstheorie [Relativitätstheorie] / Bern: Paul Haupt, Akadem. Buchhandlung, 1924. 76 p.
- Gawronsky, D. Der physikalische Gehalt der speziellen Relativitätstheorie. Stuttgart: Engelhorn. 1925, 64 S.
- Gawronsky, D. Friedrich Nietzsche und das Dritte Reich. Bern: Lang 1935. 63 S.
- Dimitry Gawronsky. Ernst Cassirer: His Life and His Work // Paul Arthur Schilpp (Ed.), The philosophy of Ernst Cassirer. N. Y., 1946 (The Library of Living Philosophers 6). P. 1-27.
- Gawronsky, D. 1949. Ernst Cassirer: His life and his work. A biography // P. A. Schilpp (Ed.) The Philosophy of Ernst Cassirer. New York: Tudor, p. 1-37.
- Gawronsky, D. 1949. Cassirer’s contribution to the epistemology of physics // P. A. Schilpp (Ed.) The Philosophy of Ernst Cassirer. New York: Tudor, p. 215—237.